# Жоакім де Алмейда Фрейтас Парк
«Ештадіу де Коммендадор Жоакім де Алмейда Фрейтас» (порт. Estádio Comendador Joaquim de Almeida Freitas) — багатофункціональний стадіон у Морейра-де-Конегуш, Португалія, домашня арена ФК «Морейренсе».

## Опис
Стадіон побудований та відкритий у 2002 році. Незадовго після відкриття арену було тимчасово закрито для перевірки систем безпеки та відповідності споруди згідно будівельних норм, однак за кілька тижнів, після певних ремонтних робіт, стадіон визнано безпечним для спортсменів та глядачів, 
тож експлуатація споруди продовжилася.